# Dehesas de Cercedilla

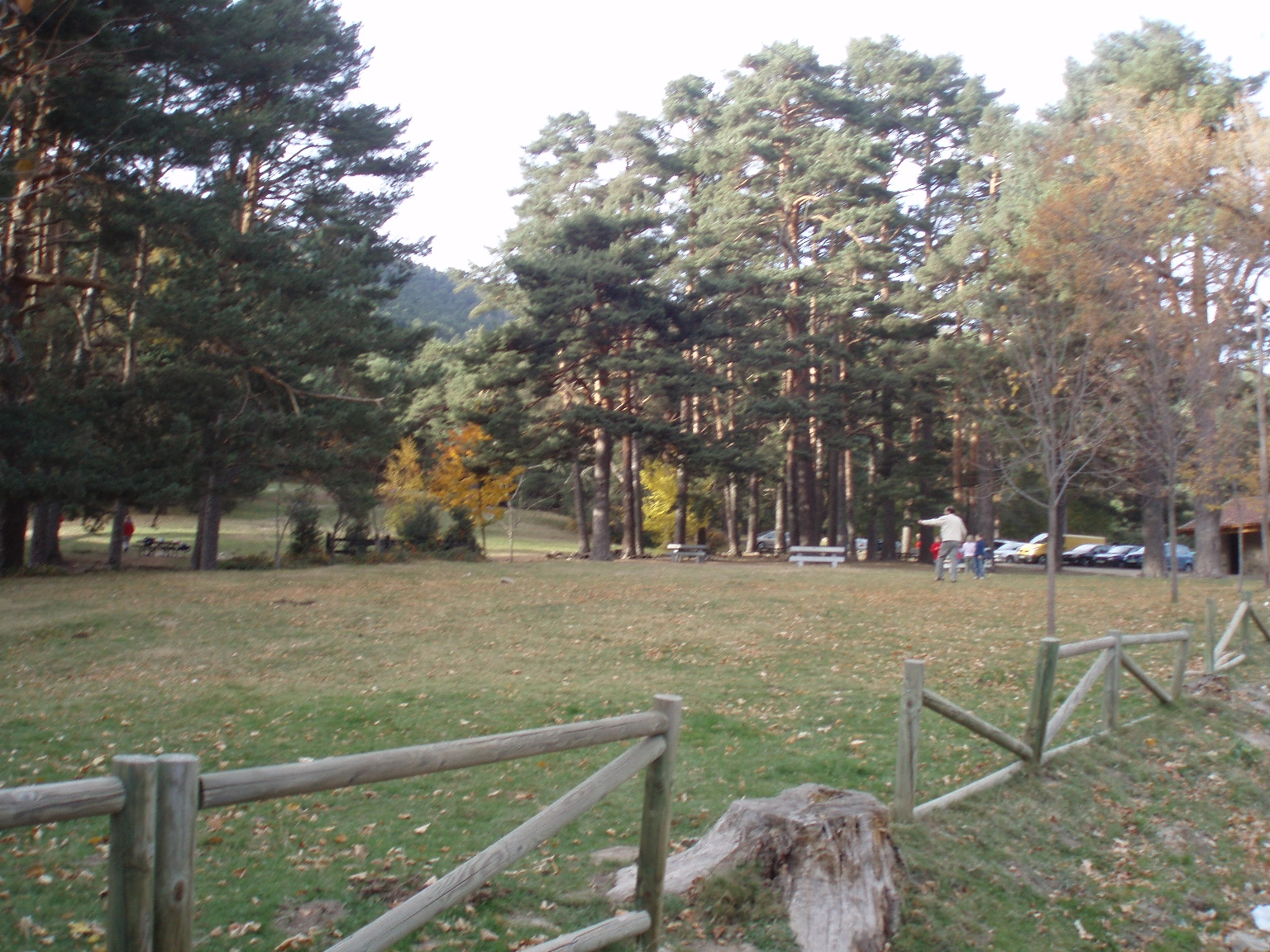
Dehesas de Cercedilla.

Las Dehesas de Cercedilla es un área recreativa situada en el municipio español de Cercedilla. Está sumergida en una de las masas forestales de la Sierra de Guadarrama más importantes de la Comunidad de Madrid, donde hay muchas especies, sobre todo grandes bosques de pino silvestre.

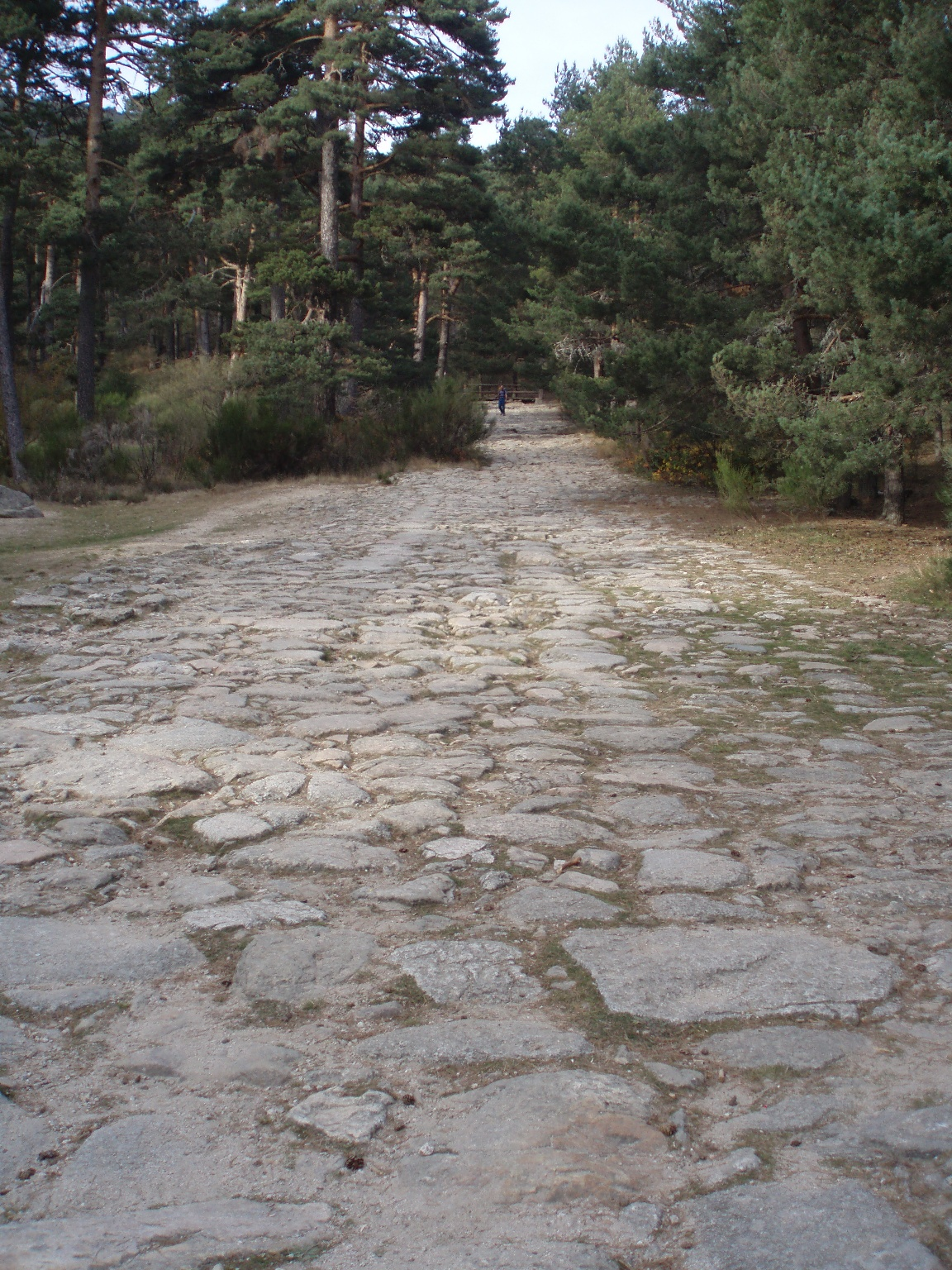
Calzada romana de la Fuenfría.

En la zona recreativa se encuentra la calzada romana de la Fuenfría, uno de sus atractivos turísticos. Esta vía sube toda la ladera de la montaña por la cara sur (cara de la Comunidad de Madrid) y baja hasta San Ildefonso por la cara norte (Castilla y León). Es muy usada para practicar senderismo, y transcurre durante varios kilómetros con altas pendientes, hasta llegar al puerto de La Fuenfría, desde el cual comienza a bajar. Otro camino con historia que sale de las Dehesas es la Carretera de la República, una pista forestal construida en los años 1930 que destaca por sus miradores.

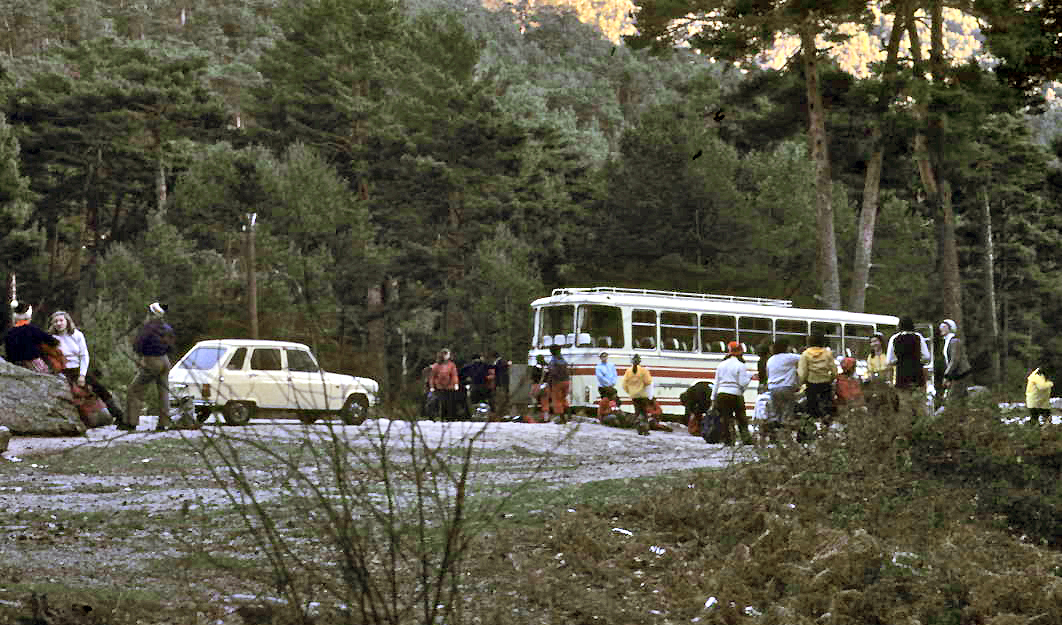
Excursionistas y vehículos en las Dehesas en 1974

Esta área recreativa es muy usada por muchas personas de Cercedilla y la zona, pero también aprovechan para pasar días de recreo muchísimos segovianos y madrileños, ya que es un bellísimo paraje. También cuenta con un puente romano antes de llegar a la calzada. Las Dehesas cuenta con piscinas naturales y un parque de aventuras de riesgo, el EcoParque. En cuanto a fauna cuenta con diversas especies de las que destacan el corzo, la ardilla, y numerosas aves.
En esta zona recreativa hay muchos arroyos permanentes que provienen desde los picos más altos de la sierra de Guadarrama. En verano, el caudal de estas corrientes se ve mermado a causa de las escasas precipitaciones.
Se practican senderismo, vela, remo, escalada y esquí.[cita requerida]
Para llegar al área recreativa hay que coger la carretera que conduce al puerto de La Fuenfría (1796 metros de altitud) y desviarse antes de llegar al Hospital de La Fuenfría. El área recreativa se sitúa en la zona más baja del valle de la Fuenfría. En los veranos de 1998 y 1999 zonas altas de la calzada romana sufrieron el ataque a los pinos de una oruga, plaga que se repitió también en el verano de 2006.